# 264020 Stuttgart
264020 Stuttgart è un asteroide della fascia principale. Scoperto nel 2009, presenta un'orbita caratterizzata da un semiasse maggiore pari a 2,4537138 UA e da un'eccentricità di 0,1086532, inclinata di 6,67697° rispetto all'eclittica.